# 名古屋市国際展示場
座標: 北緯35度02分55秒 東経136度50分41秒 / 北緯35.048558度 東経136.844845度
名古屋市国際展示場（なごやしこくさいてんじじょう）は、愛知県名古屋市港区金城ふ頭2-2にあるコンベンション・センターである。通称は「ポートメッセなごや」。指定管理者はポートメッセなごやMICEコンソーシアム。

## 概要
施設は新第1展示館・第2展示館・第3展示館、多数の会議室を備える交流センター・イベント館・コンベンションセンターの6つの建物で構成されている。敷地面積約200,000m²、展示面積は展示棟3つの合計で約40,000m²。

### 新第1展示館
金城ふ頭駅南側に新たに整備された展示施設。駅からはペデストリアンデッキ（連絡通路）にて接続。
無柱空間の展示床面積 約20,000m²、可動間仕切りによる分割利用が可能。2022年（令和4年）10月供用開始。搬出入口8箇所、大梁下高さ20m、アリーナ15,000席が設置可能。
イベントのこけら落とし公演として、小田和正（2022年10月8日、9日）のコンサートが行われた。

### コンベンションセンター
2022年（令和4年）10月供用開始。新第１展示館の西側に建設。駅からはペデストリアンデッキ（連絡通路）にて接続。
4階建てで、1階はバスパース（大型バス4台分の乗降及び待合場）と多目的スペース、2階は売店とレストラン（屋内300席とテラス席）、3階は大会議室、4階は中会議室。

### 旧第1展示館

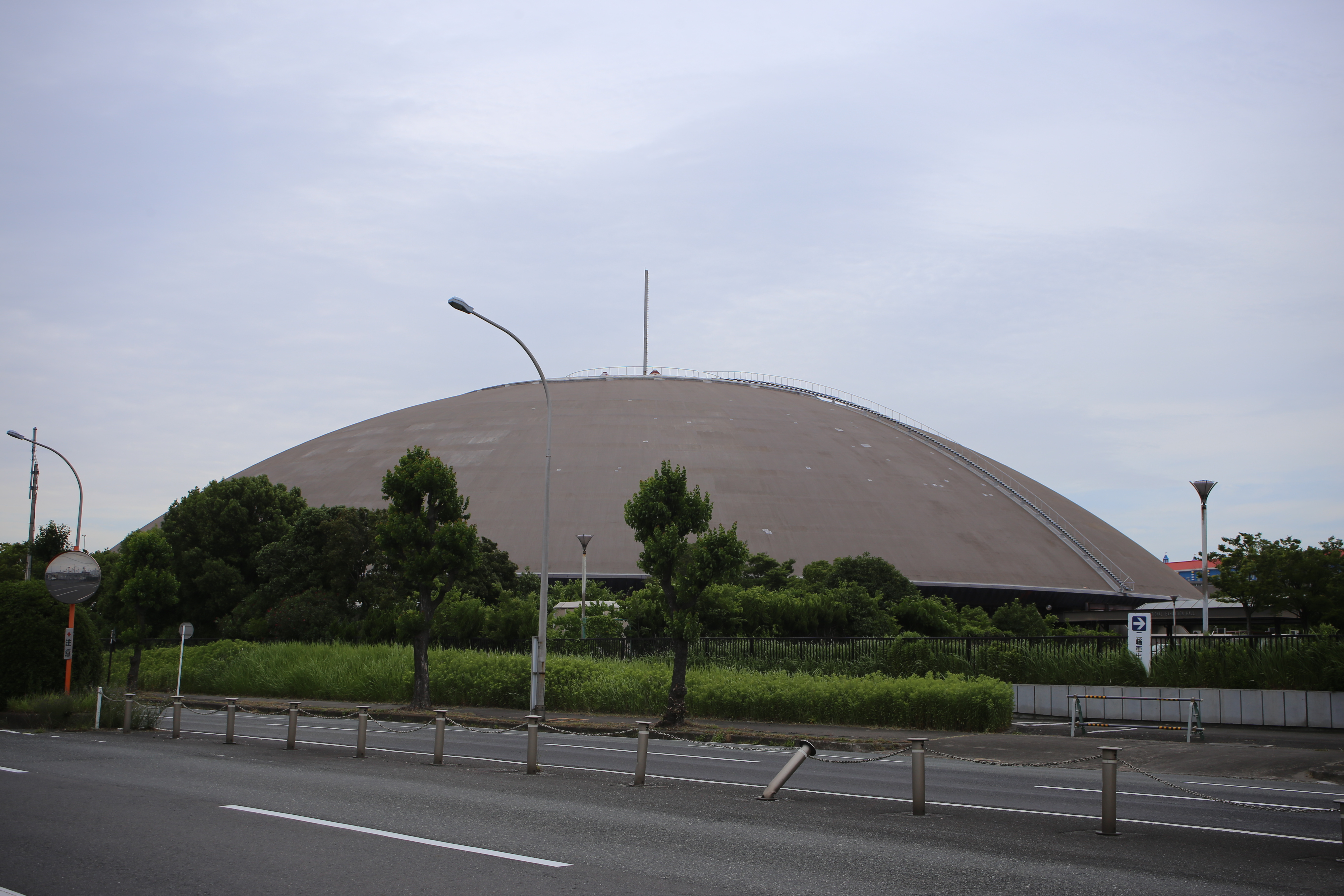
旧第1展示館

中央に位置する直径134m、高さ最大31m、総面積1万3,870m²のドーム型の建物。南側に第3展示館への連絡通路の出入口があった。
老朽化が進んでおり、現在解体工事中。跡地はレゴランド・ジャパンの拡張用地となる。

### 第2展示館
名古屋市国際展示場敷地内の西側に位置する縦約110m、横約60m、高さ約12.5m、総面積6,576m²の長方形の建物。1987年（昭和62年）供用開始。
バブル全盛期に使用開始。西側に入口があり、南側に交流センターへの連絡通路の出入口がある。

### 第3展示館
名古屋市国際展示場敷地内の南側に位置する縦約180m、横約75m、高さ最大約15m、総面積13,500m²の長方形の建物。1993年（平成5年）供用開始。
バブル崩壊による不景気期に使用開始されたが、それでもバブリーな雰囲気を放つ。北西側に第1展示館、北西に交流センターへの連絡通路の出入口がある。

### 交流センター
名古屋市国際展示場敷地内の西側に位置する4階層の長方形の建物。
メインゲートに併設されており、入口はエントランスホールになっている。
1階は北側に第2展示館、南側に第3展示館の連絡通路への出入口があり、エントランスホール北側にはレストラン「東山ガーデン」と喫茶店「ふる里」が設置されている。階段以外の上階への移動手段として2機のエレベーターと上下各6基のエスカレーターが設置されている。（フジテック製）エレベーターに関してはほぼ全面鏡張りになっており、バブル期の内装となっている。
2階は非営業の食堂が2ヶ所あり、西側にはイベント館への連絡通路の出入口がある。
3階は広さ537m²の会議ホールと194m²の第3会議室・第4会議室、72m²の第5会議室がある。
4階は広さ194m²の第6会議室・第7会議室がある。

### イベント館
名古屋市国際展示場敷地内の第1展示館と交流センターの間に位置する2階層の長方形の建物。
1階はレストラン「ふる里」が設置されている。
2階は広さ725m²の2面取りができるホールと126m²の2面取りができる第1会議室と62m²の第2会議室、非営業の食堂がある。

## 沿革
- 1967年（昭和42年） - 財団法人名古屋市見本市協会を設立。
- 1973年（昭和48年） - 第1展示館開業。名古屋市から財団法人名古屋市見本市協会が管理を受託する。
- 1987年（昭和62年） - 第2展示館・イベント館開業。
- 1993年（平成5年） - 第3展示館・交流センター・立体駐車場開業。
- 1996年（平成8年） - 管理者の財団法人名古屋市見本市協会を解散、新設した財団法人名古屋都市産業振興公社に移行。
- 2004年（平成16年） - 施設前にあおなみ線金城ふ頭駅が開業し、初めて大量輸送機関が確保される。
- 2006年（平成18年） - 指定管理者制度の導入。名古屋市が、平成21年度までの指定管理者として財団法人名古屋都市産業振興公社を指定。
- 2009年（平成21年） - 名古屋市が、平成25年度までの指定管理者として財団法人名古屋都市産業振興公社を指定。
- 2010年（平成22年） - 財団法人名古屋都市産業振興公社が財団法人名古屋市工業技術振興協会との合併に伴い、財団法人名古屋産業振興公社に名称変更。
- 2012年（平成24年） - 全館大規模リニューアル実施。交流センター、立体駐車場、イベント館の各エレベーターが更新され、交流センターのエスカレーターにおいては自動運転装置が後付けされた。（施工はフジテック株式会社）
- 2018年（平成30年） - 名古屋市が、令和3年度までの指定管理者として株式会社コングレを指定。
- 2022年（令和4年） - 指定管理者が4月より、株式会社コングレからポートメッセなごやMICEコンソーシアム（構成団体：株式会社コングレ、公益財団法人名古屋観光コンベンションビューロー）に変更となる。
- 2022年（令和4年） - 10月に新第1展示館オープン。金城ふ頭駅車止めの南側に移転する。旧第1展示館跡地はレゴランド・ジャパンの敷地の一部となった。
- 2023年（令和5年） - 開館50周年[4]。

## 再開発計画
名古屋市はレゴランド・ジャパンを中心とした金城ふ頭の開発事業を進めており、ポートメッセについても、駐車場の移転と転用、第一展示館の移転新築などが計画されている。
レゴランド建設のため、北側の平面駐車場（3,100台）は2014年（平成26年）12月に閉鎖、金城ふ頭駅に駅前駐車場（1,700台）が新設された。今後、名港中央インターチェンジに隣接して名古屋市営金城ふ頭駐車場（5,000台）が建設された後、駅前駐車場の区画に新第一展示場を建設、旧第一展示場はレゴランド拡張用地となる予定である。
名古屋市は10万平方メートル規模への拡張を視野に稲永ふ頭への新施設建設などを検討しているが、名古屋市が共同事業化を提案していた愛知県は中部国際空港島内に愛知県国際展示場（6万平方メートル）の建設を発表、2019年（令和元年）8月に開業した。

## 主な催事

### 見本市
- 名古屋モーターショー - 隔年で開催。
- 名古屋オートトレンド - カスタムカーの展示会。
- エキサイティングカーーショウダウン - チューニングカーの展示会。
- 名古屋輸入車ショー
- 名古屋キャンピングカーフェア
- 名古屋ボートショー
- マンモスフリーマーケット - この地方最大規模のフリーマーケット。
- コミックライブ in 名古屋 - 同人誌即売会。

### 音楽祭
- a-nation - 特設野外会場を設け開催（2007年は未開催）。
- MERRY ROCK PARADE - サンデーフォークプロモーションが企画・製作・主催するイベント。1 - 3号館で開催[5]。
  - 2014年12月21日、2015年12月20日、2016年12月24・25日、2017年12月23・24日、2018年12月23・24・25日

### スポーツ興行
- プロボクシングWBC（世界ボクシング評議会）世界スーパーバンタム級選手権試合
  - ペドロ・デシマ（ アルゼンチン） 対 畑中清詞（ 日本）戦（1991年2月3日）

### ファンイベント
- 握手会
  - AKB48
  - SKE48
  - NMB48
  - HKT48
  - NGT48
  - 乃木坂46
  - 欅坂46（現在の櫻坂46）
  - 日向坂46

### 説明会
- 主に新卒学生向けの就職説明会等の各種イベントが開催されている。

## 交通アクセス

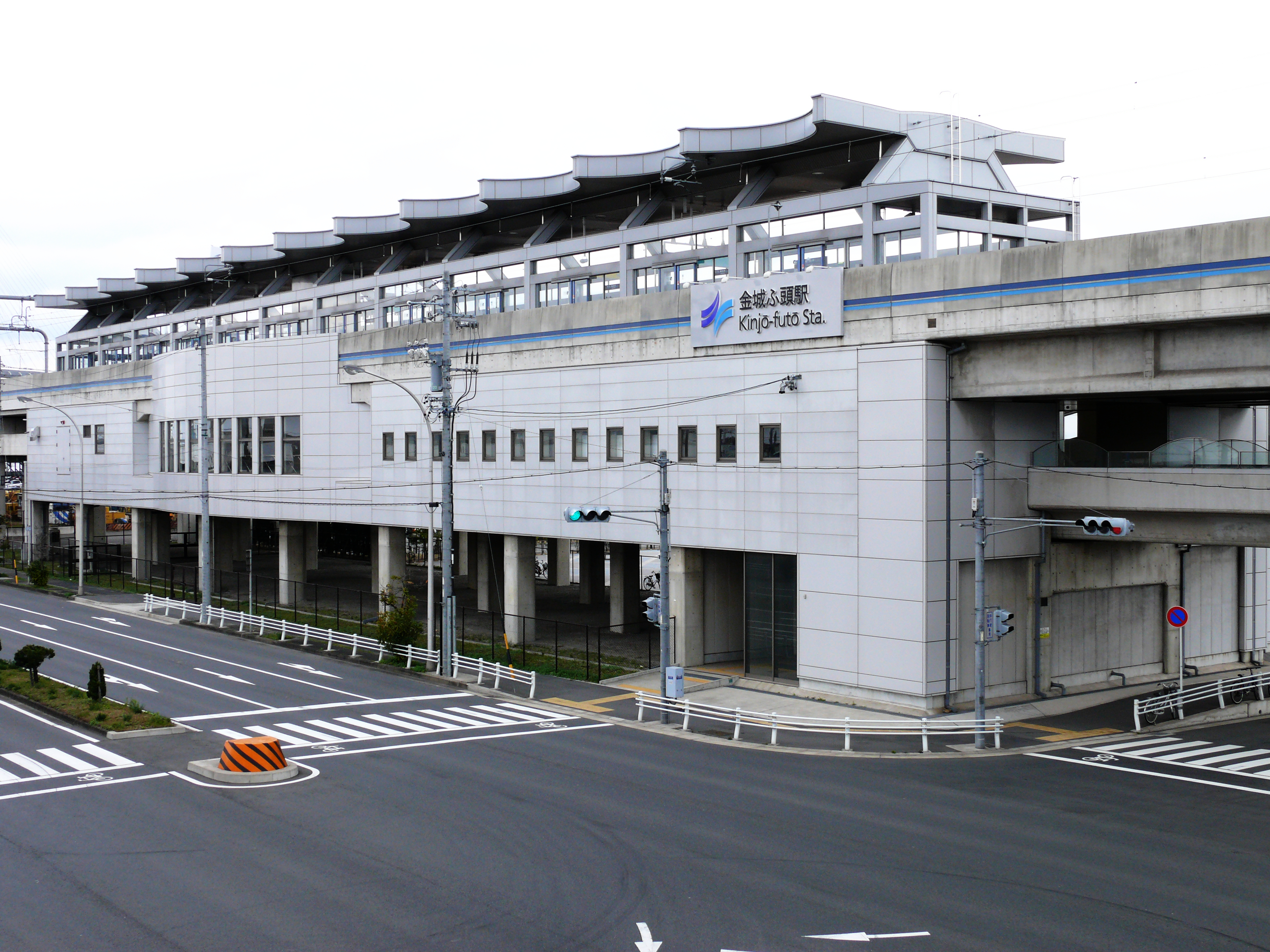
展示場最寄駅・あおなみ線 金城ふ頭駅

### 現在
公共交通機関
- 名古屋臨海高速鉄道あおなみ線 金城ふ頭駅から徒歩で約5分。
- 水上バス - 金城ふ頭乗船場から徒歩で約3分。
  - クルーズ名古屋
    - 中川運河ライン（ささしまライブ - ガーデン埠頭 - 金城ふ頭）

  - サムライクルーズ
    - 名古屋港トリトンライン（ガーデン埠頭 - 金城ふ頭）
- 三重交通・ジェイアール東海バス（運休中） - 金城ふ頭駅バス停から徒歩。

自動車
- 伊勢湾岸自動車道 名港中央インターチェンジから約5分。
- 駐車場（2017年（平成29年）3月1日より、60分：500円。最大料金：平日1,000円・休日等1,500円）
  - 平面駐車場：3,100台（2015年（平成27年）1月1日をもって閉鎖）
  - 立体駐車場：1,000台

### 過去
過去には以下のバスが運行されたが、あおなみ線開業により大量輸送機関が確保されたため、定期路線は金城埠頭から運河を挟んだ野跡駅、フェリーふ頭止まりとなった。定期路線バスが廃止されても、バス回転場の広い敷地はそのまま残っている。
定期
- 名古屋市営バス
  - 名港12号系統

臨時
- 名古屋市営バス
  - 【急行】名古屋港 - 築地口 - ポートメッセなごや
- 名鉄バス
  - 名鉄バスセンター - ポートメッセなごや
- 路線型ツアーバス
  - 名鉄観光サービス貸切扱い